# Máximo Banguera
Máximo Orlando Banguera Valdivieso (ur. 16 grudnia 1985 w Guayaquil) – ekwadorski piłkarz występujący na pozycji bramkarza, obecnie zawodnik Barcelony SC.

## Kariera klubowa
Banguera jest wychowankiem drużyny Club Deportivo Espoli z siedzibą w stołecznym mieście Quito. W ekwadorskiej Serie A zadebiutował w sezonie 2005 i szybko został podstawowym bramkarzem zespołu. Po rozgrywkach 2007 spadł z Espoli do drugiej ligi, jednak do najwyższej klasy rozgrywkowej powrócił już rok później. Barwy Espoli reprezentował przez cztery lata, nie osiągając z tym klubem żadnych sukcesów zarówno na arenie krajowej, jak i międzynarodowej.
Wiosną 2009 Banguera został zawodnikiem Barcelony SC ze swojego rodzinnego miasta – Guayaquil. Z miejsca wywalczył sobie pewne miejsce między słupkami i rok później wziął udział w pierwszym międzynarodowym turnieju w karierze – Copa Sudamericana, odpadając już w 1/16 finału. Premierowego gola w pierwszej lidze strzelił 19 września 2010 w przegranym 1:2 spotkaniu z Deportivo Cuenca, skutecznie wykonując rzut karny.
| Sezon | Klub         | Kraj    | Rozgrywki | Mecze | Bramki |
| ----- | ------------ | ------- | --------- | ----- | ------ |
| 2005  | CD Espoli    | Ekwador | Serie A   | 32    | 0      |
| 2006  | CD Espoli    | Ekwador | Serie A   | 12    | 0      |
| 2007  | CD Espoli    | Ekwador | Serie B   | 37    | 0      |
| 2008  | CD Espoli    | Ekwador | Serie A   | 26    | 0      |
| 2009  | Barcelona SC | Ekwador | Serie A   | 33    | 0      |
| 2010  | Barcelona SC | Ekwador | Serie A   | 40    | 1      |
| 2011  | Barcelona SC | Ekwador | Serie A   | 39    | 0      |
| 2012  | Barcelona SC | Ekwador | Serie A   |       |        |

## Kariera reprezentacyjna
W seniorskiej reprezentacji Ekwadoru Banguera zadebiutował w 2008 roku, jeszcze jako zawodnik Espoli. W 2011 roku został powołany przez selekcjonera Reinaldo Ruedę na rozgrywany w Argentynie turniej Copa América, gdzie nie rozegrał ani jednego spotkania, pozostając rezerwowym dla Marcelo Elizagi, natomiast Ekwadorczycy nie zdołali wyjść z grupy.